# Dəymədərə
Dəymədərə è un comune dell'Azerbaigian situato nel distretto di Oğuz. Conta una popolazione di 501 abitanti.